# Regina—Wascana
Pour les articles homonymes, voir Regina (homonymie) et Wascana.
Circonscription électorale fédérale du Canada
Regina—Wascana (auparavant Wascana de 1997 à 2015) est une circonscription électorale fédérale de la Saskatchewan représentée depuis 1988.

## Géographie
La circonscription est créée en 1987 avec des parties d'Assiniboia, Regina-East et de Regina-Ouest. 
En 2015, les circonscriptions limitrophes sont Regina—Qu'Appelle, Regina—Lewvan et Moose Jaw—Lake Centre—Lanigan.

1987
1996
2013
2023

## Députés
| Législature                                                    | Années                                                         | Député                                                         | Député                                                         | Parti                                                          |
| Regina—Wascana issue de Assiniboia, Regina-Est et Regina-Ouest | Regina—Wascana issue de Assiniboia, Regina-Est et Regina-Ouest | Regina—Wascana issue de Assiniboia, Regina-Est et Regina-Ouest | Regina—Wascana issue de Assiniboia, Regina-Est et Regina-Ouest | Regina—Wascana issue de Assiniboia, Regina-Est et Regina-Ouest |
| -------------------------------------------------------------- | -------------------------------------------------------------- | -------------------------------------------------------------- | -------------------------------------------------------------- | -------------------------------------------------------------- |
| 34e                                                            | 1988–1993                                                      |                                                                | Larry Schneider                                                | Progressiste-conservateur                                      |
| 35e                                                            | 1993–1997                                                      |                                                                | Ralph Goodale                                                  | Libéral                                                        |
| Wascana                                                        |                                                                |                                                                |                                                                |                                                                |
| 36e                                                            | 1997–2000                                                      |                                                                | Ralph Goodale                                                  | Libéral                                                        |
| 37e                                                            | 2000–2004                                                      |                                                                | Ralph Goodale                                                  | Libéral                                                        |
| 38e                                                            | 2004–2006                                                      |                                                                | Ralph Goodale                                                  | Libéral                                                        |
| 39e                                                            | 1993–1997                                                      |                                                                | Ralph Goodale                                                  | Libéral                                                        |
| 40e                                                            | 2008–2011                                                      |                                                                | Ralph Goodale                                                  | Libéral                                                        |
| 41e                                                            | 2011–2015                                                      |                                                                | Ralph Goodale                                                  | Libéral                                                        |
| Regina—Wascana                                                 |                                                                |                                                                |                                                                |                                                                |
| 42e                                                            | 2015–2019                                                      |                                                                | Ralph Goodale                                                  | Libéral                                                        |
| 43e                                                            | 2019–2021                                                      |                                                                | Michael Kram                                                   | Conservateur                                                   |
| 44e                                                            | 2021–2025                                                      |                                                                | Michael Kram                                                   | Conservateur                                                   |
| 45e                                                            | 2025–en cours                                                  |                                                                | Michael Kram                                                   | Conservateur                                                   |

## Résultats électoraux
Modèle:Élection générale canadienne de 2025 — Regina—Wascana
|       | Candidat         | Parti        | # de voix | % des voix |
|       | Michael Kram     | Conservateur | +12 931,  | 30,27 %    |
|       | Ralph Goodale    | Libéral      | +23 552,  | 55,13 %    |
|       | April Bourgeois  | NPD          | +05 362,  | 12,55 %    |
|       | Frances Simonson | Vert         | +00878,   | 2,06 %     |
| Total | Total            | Total        | 42 723    | 100 %      |

|       | Candidat          | Parti        | # de voix | % des voix |
|       | Ian Shields       | Conservateur | +14 291,  | 36,88 %    |
|       | (x) Ralph Goodale | Libéral      | +15 823,  | 40,83 %    |
|       | Marc Spooner      | NPD          | +07 681,  | 19,82 %    |
|       | Bill Clary        | Vert         | +00954,   | 2,46 %     |
| Total | Total             | Total        | 38 749    | 100 %      |

|       | Candidat                  | Parti        | # de voix | % des voix |
|       | Michelle Hunter           | Conservateur | +12 719,  | 34,41 %    |
|       | (x) Ralph Goodale         | Libéral      | +17 028,  | 46,07 %    |
|       | Stephen Moore             | NPD          | +05 507,  | 14,9 %     |
|       | George-Richard Wooldridge | Vert         | +01 706,  | 4,62 %     |
| Total | Total                     | Total        | 36 960    | 100 %      |

|       | Candidat          | Parti        | # de voix | % des voix |
|       | Doug Cryer        | Conservateur | 8 709     | 24,21 %    |
|       | (x) Ralph Goodale | Libéral      | 20 567    | 57,17 %    |
|       | Erin Weir         | NPD          | 5 771     | 16,04 %    |
|       | Darcy Robilliard  | Vert         | 928       | 2,58 %     |
| Total | Total             | Total        | 35 975    | 100 %      |